# IAC Building
El IAC Building es un edificio ubicado en la esquina noreste de la Undécima Avenida  en el vecindario Chelsea de Nueva York (Estados Unidos). Se encuentra en Lower Manhattan y su dirección es 555 West 18th Street. Es la sede de InterActiveCorp. Fue diseñado por Frank Gehry y se completó en 2007. Fue el primer edificio diseñado por Gehry en Nueva York y contó con la pantalla de alta definición más grande del mundo en ese momento en su vestíbulo.

## Arquitectura
Con reminiscencias de varios otros diseños de Gehry, el edificio parece constar de dos niveles principales: una gran base de secciones de torres retorcidas empaquetadas como las celdas de una colmena de abejas, con un segundo paquete de menor diámetro encima del primero. Las unidades celulares tienen la apariencia de velas desolladas sobre el esqueleto del edificio. Las ventanas de altura completa se desvanecen de claras a blancas en los bordes superior e inferior de cada piso. La impresión general es de dos pisos muy altos, lo que contradice su estructura real de 10 pisos. Vanity Fair comentó que el edificio es quizás uno de los edificios de oficinas más atractivos del mundo. Barry Diller, el director de IAC que estuvo íntimamente involucrado con el proyecto, ordenó que la fachada se cubriera con vidrio liso en lugar de titanio arrugado, como Gehry había planeado originalmente. Diller dijo que eligió a Gehry para diseñar el edificio porque quería un espacio donde los trabajadores "pudieran colaborar y estar en una atmósfera abierta" que no creía que se pudiera hacer tan fácilmente en un edificio cuadrado típico.

## Galería

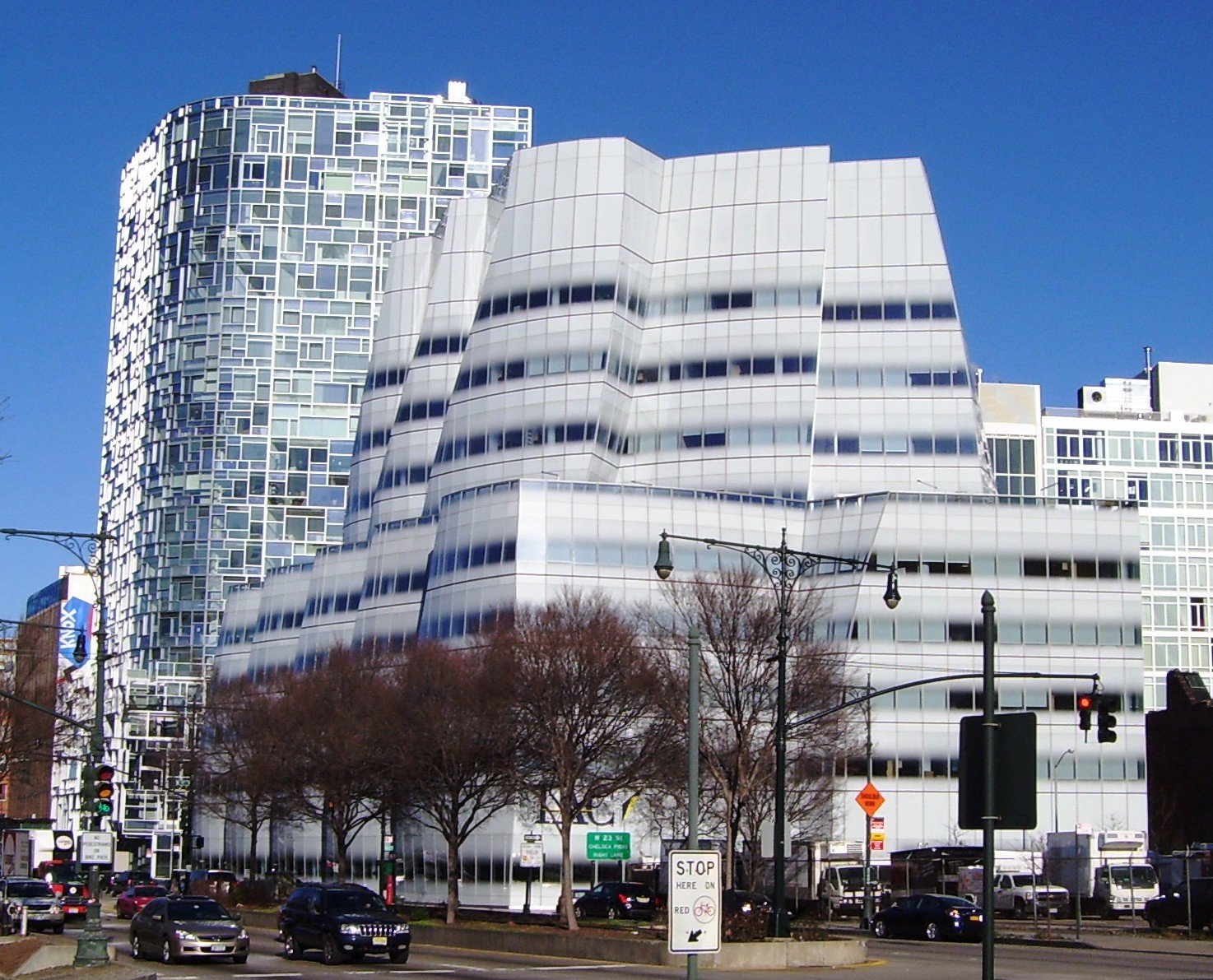
Al fondo, el 100 Eleventh Avenue de Jean Nouvel
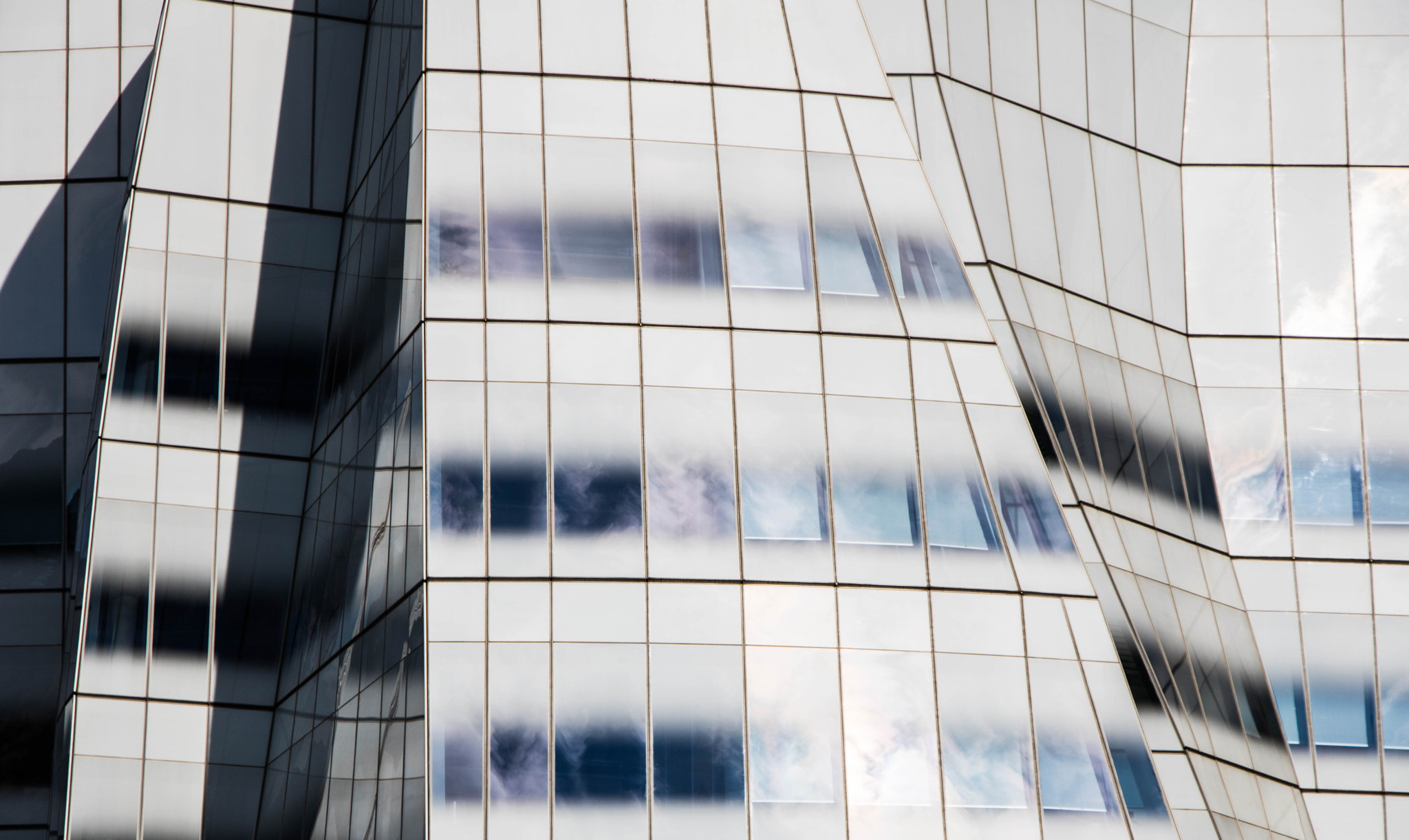
Ventanas azules de la fachada
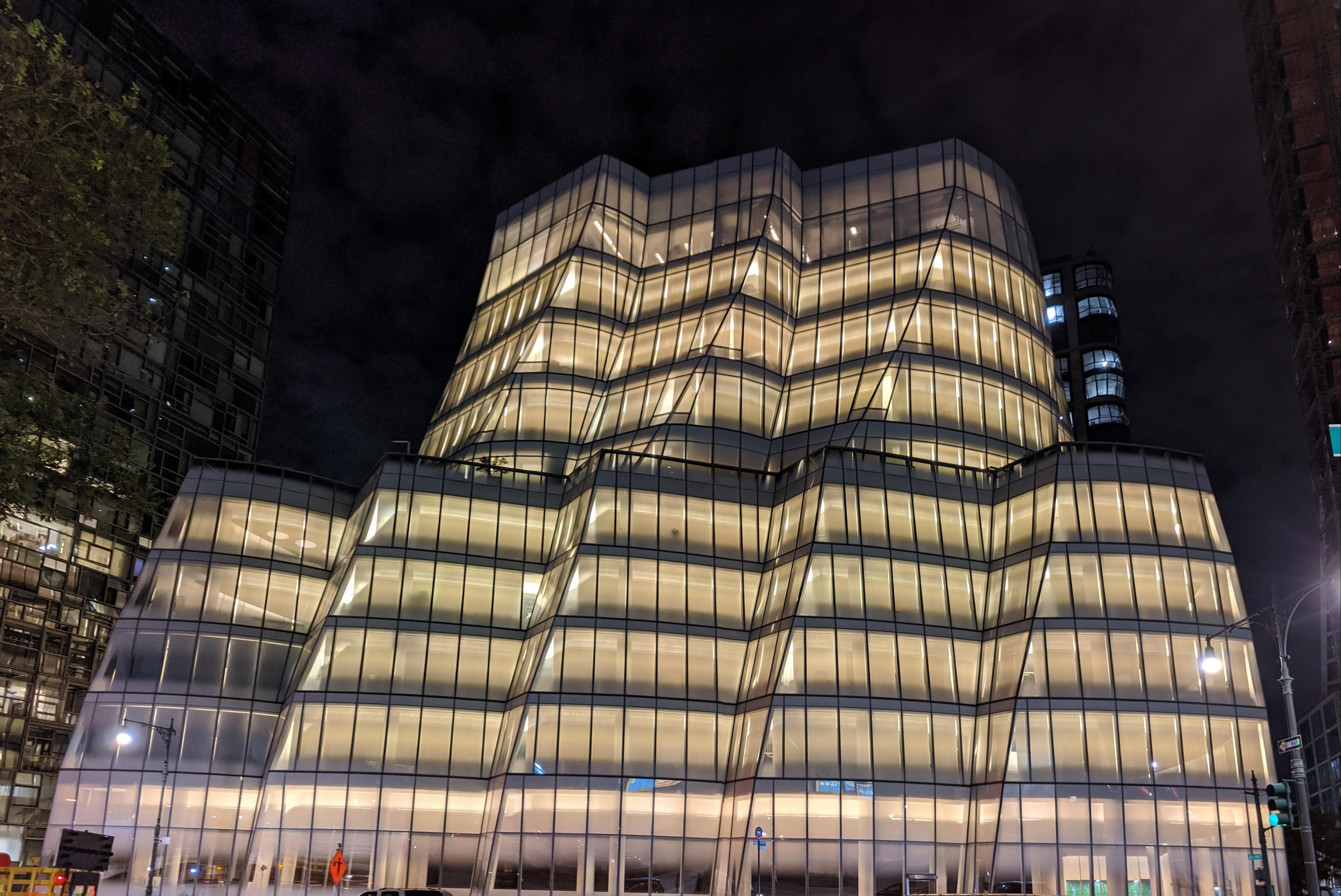
Iluminación nocturna
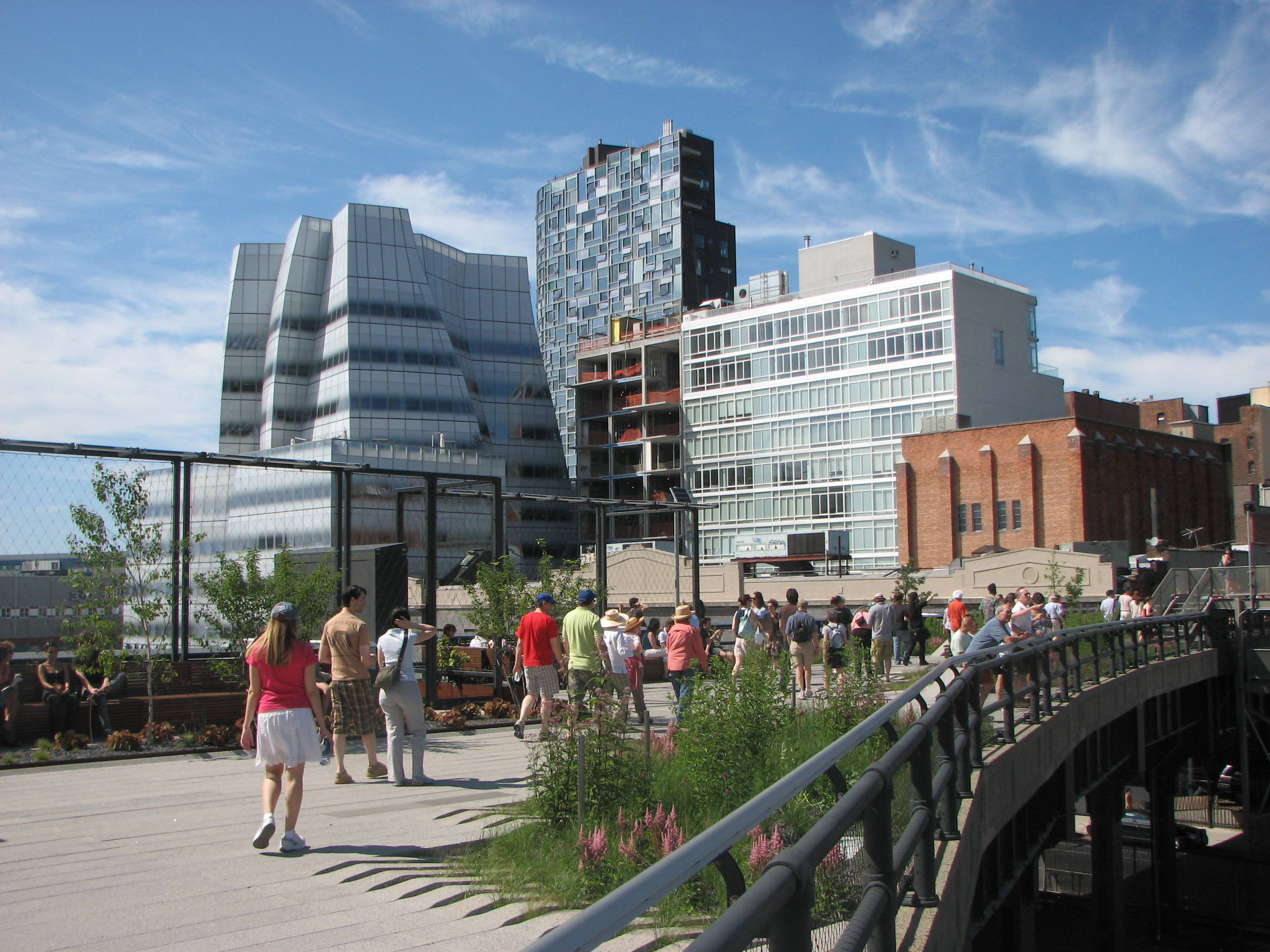
Vista desde el parque de la High Line
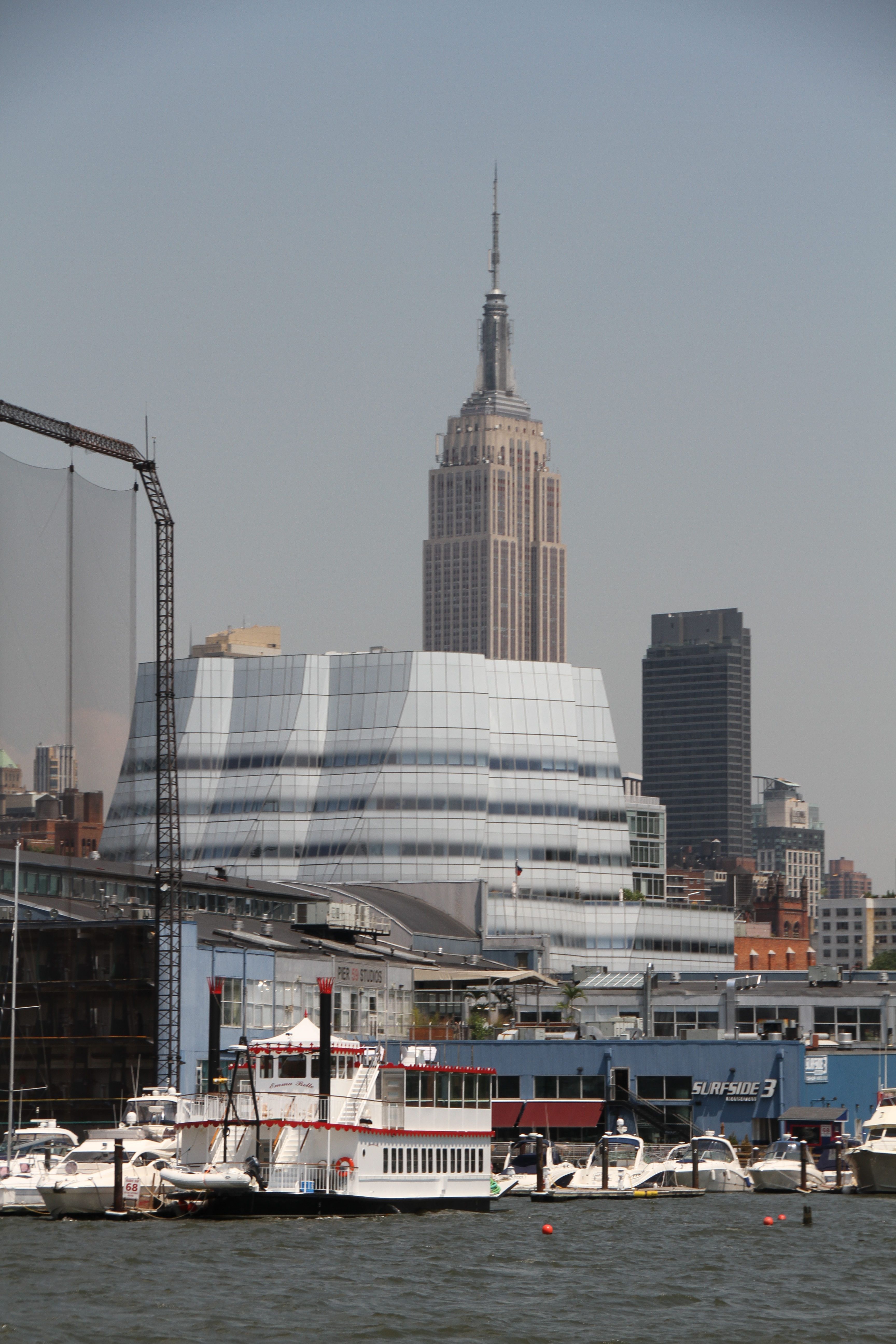
Con el Empire State